# Greg Daniels
Greg Daniels (født 13. juni 1963) er en amerikansk manuskriptforfatter, instruktør og producer. Daniels er kendt som manden bag flere succesfulde og anmelderroste amerikanske tv-serier.

## TV-serier
- The Office, medskaber, producer, instruktør, manuskriptforfatter og skuespiller
- The Paper, medskaber, producer, instruktør, manuskriptforfatter
- King of the Hill, medskaber, producer og manuskriptforfatter
- Seinfeld, manuskriptforfatter
- The Simpsons, manuskriptforfatter og producer
- Saturday Night Live, manuskriptforfatter
- Parks and Recreation, medskaber, instruktør, producer og manuskriptforfatter
- Not Necessarily the News, manuskriptforfatter

## Priser & Nomineringer
Greg Daniels har i løbet af sin karriere modtaget hele fem Emmy Awards og otte nomineringer. Desuden har han modtaget en PGA Award (og to nomineringer), samt en Writers Guild of America Award (og tre nomineringer).